# Loweporus mollis
Loweporus mollis är en svampart som beskrevs av Corner 1989. Loweporus mollis ingår i släktet Loweporus och familjen Polyporaceae.   Inga underarter finns listade i Catalogue of Life.